# Rama Varma XVII
Rama Varma XVII, Maharaja di Cochin (Thrippunithura, 1861 – Chowwara, 23 maggio 1941) è stato un principe indiano.
È stato Maharaja di Cochin dal 1932 al 1941.

## Biografia
Rama Varma ascese al trono alla morte di Rama Varma XVI. Sotto il suo regno venne espanso il porto della città di Cochin e venne fondato il tribunale di Ernakulam. Rama Varma mostrò anche un certo interesse nelle materie religiose e spirituali.
Rama Varma morì a Chowwara il 23 maggio 1941.